# Championnat National
Championnat National, cunoscută și ca National, este o competiție de fotbal care constituie al treilea nivel al competițiilor masculine din Franța, în spatele celor două campionate majore Ligue 1 și Ligue 2.

## Istorie
Creat în 1993 sub denumirea National 1 pentru a înlocui fostul campionat francez de fotbal din divizia a treia într-un singur grup. Se desfășoară anual sub forma unui campionat între optsprezece cluburi. Un sezon de campionat începe vara și se încheie în primăvara următoare.
Organizată de Federația Franceză de Fotbal, National este cel mai înalt nivel deschis echipelor de amatori, dar rezervele echipelor profesioniste nu pot participa. Împărțită inițial în două grupe de 18 cluburi, National sau National 1 și-a luat numele și forma actuală în 1997, când s-a opus a 20 de cluburi împărțite într-o singură grupă. Din 2013, National a fost redusă la 18 cluburi. Liga este compusă anual din cluburi profesioniste și semi-profesioniste. Retrogradații din Ligue 2 au dreptul să-și mențină statutul de club profesionist până la două sezoane după retrogradare, limitând numărul de cluburi profesioniste din National la șase. Sunt posibile excepții pentru a crește temporar acest număr. Această categorie este cel mai înalt nivel de ligă la care poate aspira un club francez neprofesionist, întrucât, în cazul atingerii următorului nivel, Ligue 2, clubul trebuie neapărat să obțină statut de club profesionist pentru a putea participa. La sfârșitul fiecărui sezon, care se joacă în perioada august-mai, primii doi dintre cei optsprezece participanți obțin promovarea automat în Ligue 2 (divizia a doua), în timp ce ocupanta locului trei pentru a promova va trebui să joace în play-off cu ocupanta locului optsprezece din Ligue 2, care la rândul ei are șansa de a continua și în sezonul următor în Ligue 2, dacă va câștiga sau de a remiza pe terenul adversarului la goluri mai multe marcate în deplasare, iar ultimele patru sunt retrogradate în Championnat National 2 (divizia a patra).
Cu 10 sezoane consecutive, Clubul de Fotbal Pau și Clubul de Fotbal Paris dețin recordul de longevitate în acest campionat a cărui viabilitate, dar și profesionalismul pe termen mediu sunt dezbătute periodic. Cu toate acestea, la începutul sezonului 2019-2020, niciun club nu a depus faliment timp de trei sezoane, o premieră.
Crearea National 1 este însoțită de crearea campionatului National 2 la nivel național al patrulea în locul Diviziei 4 și Naționala 3 al cincilea nivel în piramida fotbalului francez. Meciurile din ligă atrag în medie între 2.500 și 6.000 de spectatori pe meci.

## Podium
| Sezon   | Campioană  | Locul 2    | Locul 3      | Sezon   | Campioană    | Locul 2    | Locul 3     | Sezon   | Campioană     | Locul 2   | Locul 3        |
| ------- | ---------- | ---------- | ------------ | ------- | ------------ | ---------- | ----------- | ------- | ------------- | --------- | -------------- |
| 2021-22 | Laval      | Annecy     | Villefranche | 2022-23 | Concarneau   | Dunkerque  | Red Star    | 2023-24 | Red Star      | Martigues | Niort          |
| 2018-19 | Rodez      | Chambly    | Le Mans      | 2019-20 | Pau          | Dunkerque  | Boulogne    | 2020-21 | Bastia        | Quevilly  | Villefranche   |
| 2015-16 | Strasbourg | Orléans⁠(d) | Amiens       | 2016-17 | Châteauroux  | Quevilly   | Paris FC    | 2017-18 | Red Star      | Béziers   | Grenoble       |
| 2012-13 | Créteil⁠(d) | Metz       | CA Bastia    | 2013-14 | Orléans⁠(d)   | Luzenac⁠(d) | Ajaccio GFC | 2014-15 | Red Star      | Paris FC  | Bourg-Péronnas |
| 2009-10 | Évian      | Reims      | Troyes       | 2010-11 | Bastia       | Amiens     | Guingamp    | 2011-12 | Nîmes         | Niort     | Ajaccio GFC    |
| 2006-07 | Clermont   | Boulogne   | Angers       | 2007-08 | Vannes       | Tours      | Nîmes       | 2008-09 | Istres        | Laval     | Arles-Avignon  |
| 2003-04 | Reims      | Brest      | Dijon        | 2004-05 | Valenciennes | Valence    | Sète 34     | 2005-06 | Niort         | Tours     | Libourne       |
| 2000-01 | Grenoble   | Amiens     | Istres       | 2001-02 | Clermont     | Reims      | Valence     | 2002-03 | Besançon      | Angers    | Rouen          |
| 1997-98 | Ajaccio    | Sedan      | Créteil⁠(d)   | 1998-99 | Cuiseaux     | Créteil⁠(d) | Ajaccio GFC | 1999-00 | Beauvais Oise | Martigues | Angers         |

Din sezonul 1993-94 până în sezonul 1996-97 liga a fost împărțită în două grupe, A și B, fiecare grupă cuprinzând 18 echipe, doar câștigătoarele și echipele clasate pe locul doi promovau direct în divizia a doua, astăzi redenumită Ligue 2.
| Grupa A | Grupa A        | Grupa A  | Grupa A      |         | Grupa B     | Grupa B       | Grupa B     | Grupa B |
| Sezon   | Campioană      | Locul 2  | Locul 3      | Sezon   | Campioană   | Locul 2       | Locul 3     |         |
| ------- | -------------- | -------- | ------------ | ------- | ----------- | ------------- | ----------- | ------- |
| 1996-97 | Wasquehal      | Angers   | Paris FC     | 1996-97 | Nîmes       | Perpignan     | Ajaccio GFC |         |
| 1995-96 | Stade Briochin | Troyes   | Valenciennes | 1995-96 | Toulon      | Beauvais Oise | Angoulême   |         |
| 1994-95 | Lorient        | Poitevin | Brive        | 1994-95 | Épinal      | Cuiseaux      | Dijon       |         |
| 1993-94 | Guingamp       | Amiens   | La Duchère   | 1993-94 | Châteauroux | Perpignan     | Créteil⁠(d)  |         |

## Palmares
| Club Sportiv   | 1 | 2 | 3 | Club Sportiv   | 1 | 2 | 3 | Club Sportiv | 1 | 2 | 3 |
| -------------- | - | - | - | -------------- | - | - | - | ------------ | - | - | - |
| Nîmes          | 2 | - | 1 | Bastia         | 2 | - | - | Châteauroux  | 2 | - | - |
| Clermont       | 2 | - | - | Red Star       | 3 | - | - | Reims        | 1 | 2 | - |
| Créteil⁠(d)     | 1 | 1 | 2 | Beauvais Oise  | 1 | 1 | - | Cuiseaux     | 1 | 1 | - |
| Niort          | 1 | 1 | 1 | Orléans⁠(d)     | 1 | 1 | - | Grenoble     | 1 | - | 1 |
| Guingamp       | 1 | - | 1 | Istres         | 1 | - | 1 | Valenciennes | 1 | - | 1 |
| Ajaccio        | 1 | - | - | Besançon       | 1 | - | - | Épinal       | 1 | - | - |
| Évian          | 1 | - | - | Lorient        | 1 | - | - | Pau          | 1 | - | - |
| Rodez          | 1 | - | - | Stade Briochin | 1 | - | - | Strasbourg   | 1 | - | - |
| Toulon         | 1 | - | - | Vannes         | 1 | - | - | Wasquehal    | 1 | - | - |
| Amiens         | - | 3 | 1 | Angers         | - | 2 | 2 | Perpignan    | - | 2 | - |
| Quevilly       | - | 2 | - | Tours          | - | 2 | - | Paris FC     | - | 1 | 2 |
| Boulogne       | - | 1 | 1 | Troyes         | - | 1 | 1 | Valence      | - | 1 | 1 |
| Béziers        | - | 1 | - | Brest          | - | 1 | - | Chambly      | - | 1 | - |
| Dunkerque      | - | 1 | - | Laval          | 1 | 1 | - | Luzenac⁠(d)   | - | 1 | - |
| Martigues      | - | 2 | - | Metz           | - | 1 | - | Poitevin     | - | 1 | - |
| Sedan          | - | 1 | - | Ajaccio GFC    | - | - | 4 | Dijon        | - | - | 2 |
| Angoulême      | - | - | 1 | Arles-Avignon  | - | - | 1 | CA Bastia    | - | - | 1 |
| Bourg-Péronnas | - | - | 1 | Brive          | - | - | 1 | La Duchère   | - | - | 1 |
| Libourne       | - | - | 1 | Le Mans        | - | - | 1 | Rouen        | - | - | 1 |
| Annecy         | - | 1 | - | Sète 34        | - | - | 1 | Villefranche | - | - | 2 |